# جان كلود كولن
جان كلود كولن (بالفرنسية: Jean-Claude-Marie Colin)‏ هو كاهن كاثوليكي فرنسي، ولد في 7 أغسطس 1790 في Saint-Bonnet-le-Troncy ‏ في فرنسا، وتوفي في 28 فبراير 1875 في Pomeys ‏ في فرنسا.

## وصلات خارجية
- جان كلود كولن على موقع الموسوعة البريطانية (الإنجليزية)